# О’Коннор, Джеймс Артур
Джеймс Артур О’Коннор (англ. James Arthur O'Connor; 1792—1841) — ирландский художник-пейзажист.

## Биография
Родился в 1792 году в Дублине в семье гравера и печатника Уильяма О'Коннора.
Был художником-самоучкой, некоторое время брал уроки у Уильяма Сэдлера. Первоначально делал копии картин старых мастеров. Свою первую выставку провёл в Дублине в Society of Artists of Ireland в 1809 году.
В 1822 году совершил путешествие в Лондон, где вместе с ирландскими художниками Фрэнсисом Дэнби и Джорджем Петри участвовал в выставке Королевской академии. Затем О'Коннор побывал во Франции, Бельгии, Голландии и Германии. В Англии стал членом общества Society of Artists, работал здесь в течение десяти лет. Вернувшись домой в 1833 году, продолжил работать, выставлялся в ирландской академии Royal Hibernian Academy.
В конце 1830-х годов заболел и умер в бедности в Лондонском районе Бромптон 7 января 1841 года. Был женат, супругу звали Анастасия. В апреле 1845 года, по инициативе президента Королевской академии, ей была оказана финансовая помощь.

## Труды
Джеймс Артур О’Коннор является одним из уважаемых ирландских пейзажистов начала XIX века. Его работы представлены в различных государственных и частных коллекциях, в том числе в Национальной галерее Ирландии, в Музее Фицуильяма в Кембридже, в Британском музее, в Ноттингемском музее и других.

Некоторые работы
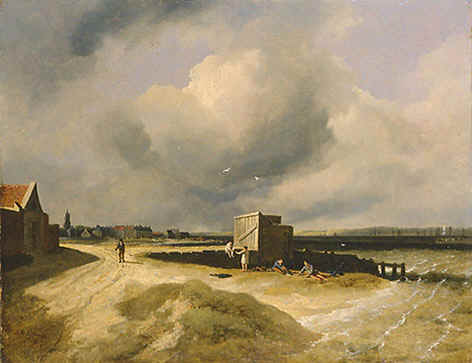
View of Irishtown from Sandymount
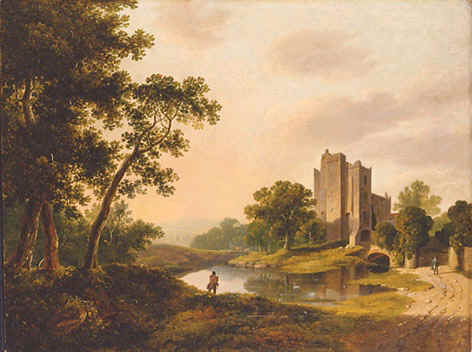
Landscape with a view of Drimnagh Castle
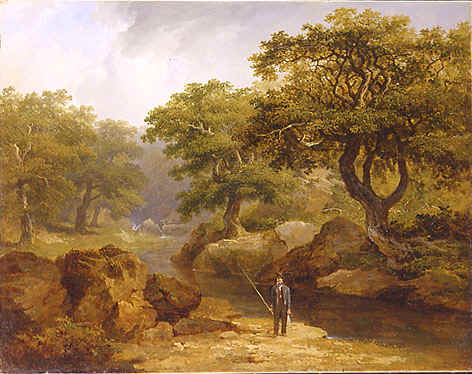
Dargle Landscape with a Fisherman
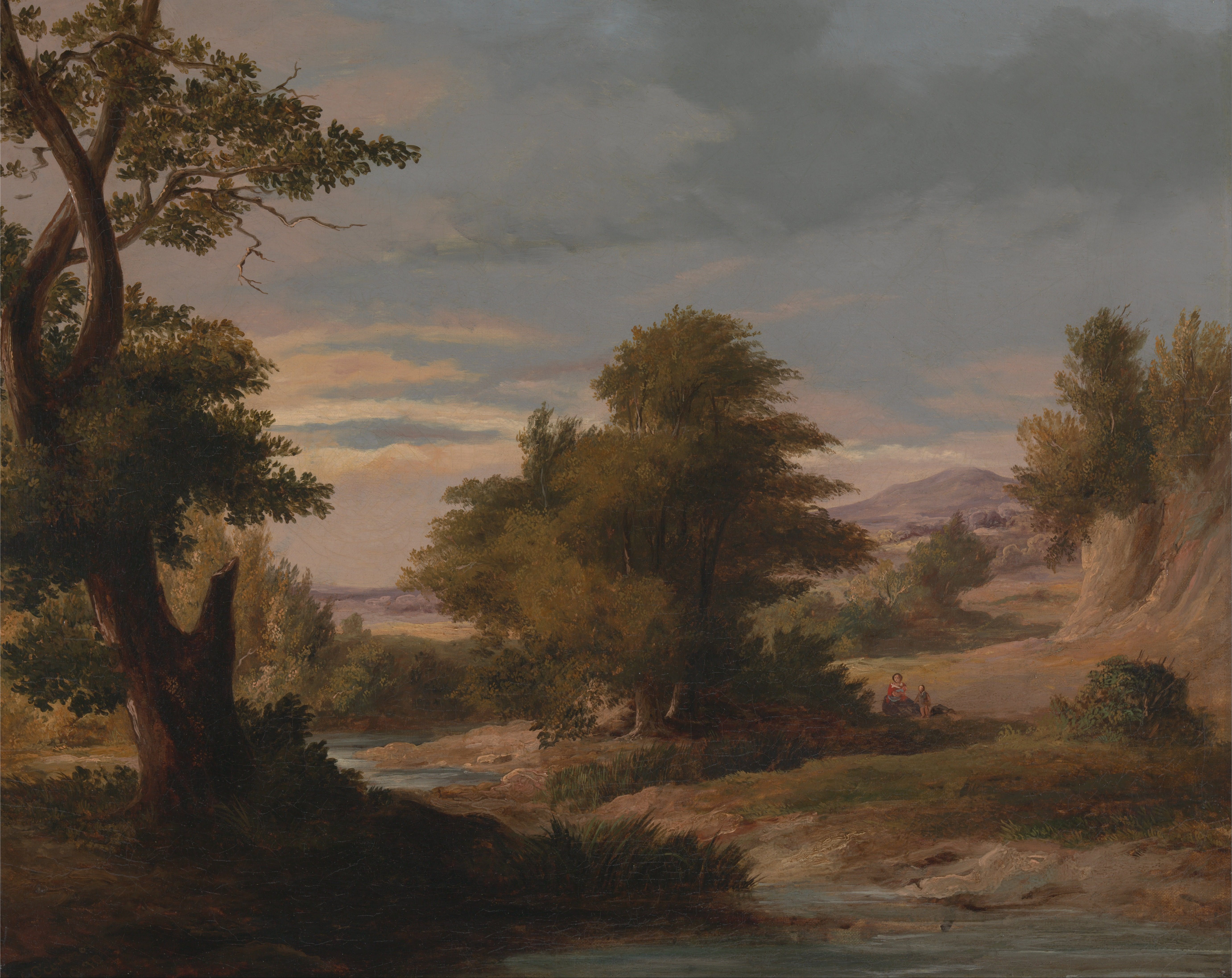
A Wooded River Landscape with Mother and Child